# Estupor dissociativo
Estupor dissociativo é um transtorno dissociativo raro caracterizado por uma importante diminuição ou ausência de movimentos voluntários e de capacidade de resposta a estímulos externos, aparentemente resultante de estresse intenso. Para ser considerado dissociativo é necessário que investigações médicas não revelem causas orgânicas significativas, logo é um tipo de transtorno psiquiátrico e psicológico.

## Causa
Enquanto outros tipos de centro de estupor são causados por fatores mais orgânicos e internos, o estupor dissociativo é causado  principalmente pelo estresse ou algum outro fator externo, como um evento traumático recente. A causa exata desse tipo de estupor tende a variar de pessoa para pessoa, mas frequentemente está associado a outros transtornos mentais, especialmente transtornos de ansiedade e distúrbios do humor.
Uma pesquisa com diversos transtornos dissociativos, incluíndo estupor dissociativo, identificou que 67% dos pacientes que haviam sofrido violência sexual e 67% haviam sofrido severa violência física na infância.

## Sintomas

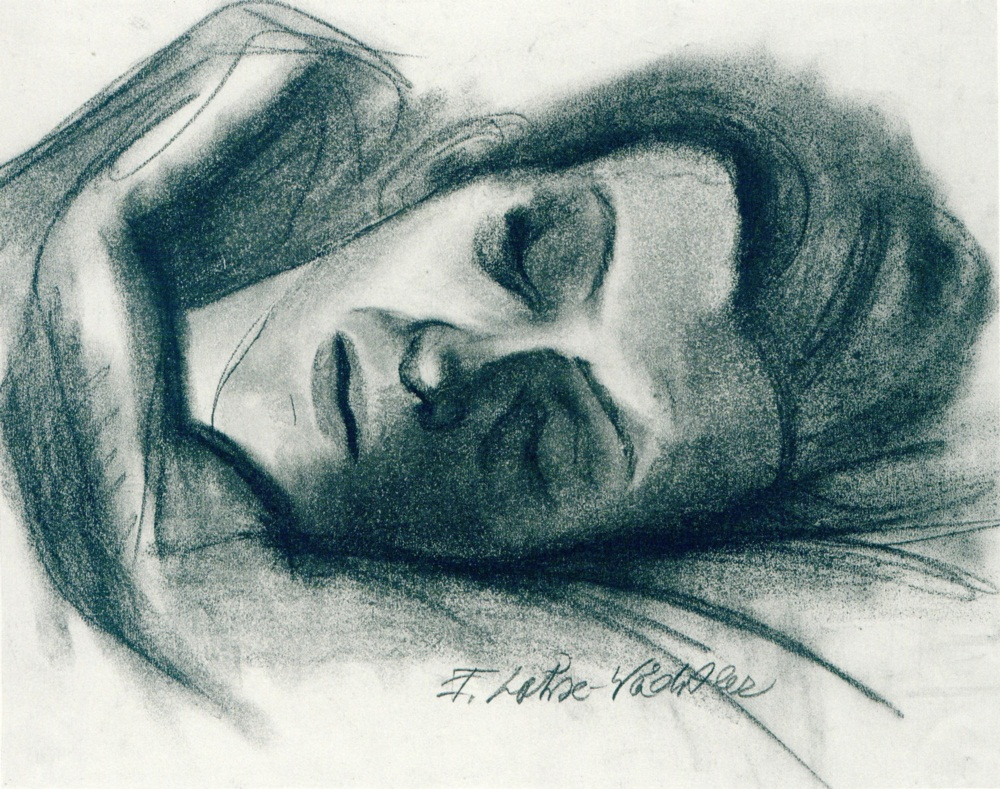
Mesmo sem nenhuma outra doença associada, o paciente pode levar dias ou até semanas para se recuperar do episódio de estupor.

Nesse transtorno ocorre estupor sem que exames físicos demonstrem causas exclusivamente orgânicas, os sintomas característicos são:
- Dificuldade ou incapacidade de mover parte ou a totalidade do corpo;
- Dificuldade ou incapacidade em perceber luz, ruídos ou estímulos táteis;
- Incapacidade de responder a estímulos externos;
- Ansiedade elevada.

Outros possíveis sintomas incluem:
- Formigamento;
- Visão turva;
- Incapacidade de falar;
- Inconsciência.

Os episódios de estupor podem ser isolados ou recorrentes. A experiência de estupor causa sofrimento significativo e pode agravar o quadro de ansiedade.

## Diagnóstico
Feito por exclusão de outras causas orgânicas e por análise histórico psiquiátrico e eventos traumáticos recentes.

### Diagnósticos diferenciais
O estupor dissociativo não deve ser confundido com:
- Estado catatônico orgânico (F06.1)
- Estupor catatônico (F20.2)
- Estupor depressivo (F31-F33)
- Estupor maníaco (F30.2)

## Prevalência
Em uma pesquisa com 12 sujeitos, a maioria dos sujeitos estava entre 15 e 25 anos (20 anos em média). Esse resultado foi bastante similar ao de outros estudos com transtornos dissociativos, onde 80% tinham menos de 30 anos e a idade média era 22 anos. Dentre os pacientes com transtorno dissociativo 35% tinham depressão maior. Outras comorbidades comuns foram dor de cabeça, algum transtorno de personalidade e transtornos de ansiedade. Ainda na mesma pesquisa 75% dos pacientes relataram eventos estressantes recentes sendo os mais comuns brigas familiares, fim de relacionamento e mortes de entes queridos, porém 25% não haviam sofrido nenhum episódio recente de estresse significativo, o que levanta dúvidas sobre a efetiva causa para esse estupor.

## Tratamento
Apesar dos principais sintomas de estupor dissociativo serem manifestações físicas, o tratamento mais recomendado é psicoterapia e aconselhamento médico para ajudar as pessoas que experienciaram esse tipo de estupor a lidar da forma mais saudável possível com as emoções associadas e evitar recaídas. 
Terapia cognitivo-comportamental tem como objetivo desenvolver as habilidades do paciente de lidar com fatores estressantes e não saudáveis, sendo portanto recomendado no tratamento de transtornos dissociativo. Remédios psiquiátricos podem ser usados para tratar comorbidades como depressão maior e transtornos de ansiedade melhorando a resposta ao tratamento.